# Arthroleptis xenodactyloides
Espèce
Synonymes
- Schoutedenella xenodactyloides (Hewitt, 1933)
- Arthroleptis xenodactyloides nkukae Loveridge, 1942
- Arthroleptis xenodactyloides nyikae Loveridge, 1953

Statut de conservation UICN

 LC  : Préoccupation mineure
Arthroleptis xenodactyloides est une espèce d'amphibiens de la famille des Arthroleptidae.

## Description
Ces grenouilles sont de la même couleur que les feuilles mortes, variant entre le beige, le brun et le noir. Elles ont souvent un motif en forme de sablier sur leur dos.
C'est une petite grenouille de la litière de feuilles avec des jambes courtes et une tête étroite. Le dos est brun-orange, avec des teintes orange plus vives autour de l'aine. De légères rayures dorsolatérales claires sont présentes chez certains individus tandis que d'autres ont une figure en sablier plus sombre sur le dos. Le museau est pointu. Le petit tympan est nettement visible. Les extrémités des doigts et des orteils sont élargies en petits disques arrondis. Comme chez les autres membres de cette famille, le mâle a un troisième doigt allongé. Les femelles ont souvent un rouge-orange vif sur la zone de l'aine et de la cuisse.

## Répartition
Cette espèce se rencontre au Zimbabwe, au Malawi, au Mozambique, en Tanzanie et au Kenya.
Sa présence est incertaine au Congo-Kinshasa.

## Publication originale
- (en) Hewitt, « Descriptions of some new reptiles and a frog from Rhodesia », Occasional Papers of the National Museum of Southern Rhodesia, 1933, vol. 2, p. 45-50.